# Grande Prêmio de Mônaco
O Grande Prêmio de Mônaco (português brasileiro) ou Grande Prémio do Mónaco (português europeu) é a mais tradicional e a mais importante prova do calendário da Fórmula 1. Ele é disputado tradicionalmente no último fim de semana de maio, em um Circuito de rua, em Monte Carlo, Mónaco, e tem 3.337 metros de extensão (o menor dentre todos os GPs do calendário), que exigem dos pilotos muita precisão, devido a uma grande quantidade de curvas e a estreita largura das ruas que formam o percurso.
Juntamente com as 500 Milhas de Indianápolis e com as 24 Horas de Le Mans, o GP de Mônaco faz parte da chamada Tríplice Coroa do Automobilismo, que são as três mais prestigiadas corridas do automobilismo mundial.
O GP foi disputado pela primeira vez em 1929. Em 1950, teve sua primeira participação na Fórmula 1 e a partir de 1955 passou a ser disputado regularmente pelo campeonato da Fórmula 1. Já teve alguns acidentes fatais, como o de Lorenzo Bandini em 1967. Curiosamente, com exceção do atual trecho da piscina, com suas quatro curvas, introduzido em 1973, o traçado de 3.337 metros é, basicamente, o mesmo que no dia 14 de abril de 1929 recebeu a primeira edição do Grande Prêmio de Mônaco.
O Grande Prêmio de Mônaco formou parte do primeiro Campeonato Mundial de Fórmula 1 desde 21 de maio de 1950, o ano da criação, ganho por Juan Manuel Fangio com um Alfa Romeo. Esta corrida foi disputada anualmente desde 1955, embora tenha sido cancelada em 2020 por conta da Pandemia de COVID-19. Juntamente com a data da Fórmula 1, por exemplo, corridas de carros históricos e de categorias baixas são disputadas. O Fórmula Júnior correu em Mônaco, em 1950 e de 1959 até 1963. Entre 1964 e 1997, realizou uma corrida de Fórmula 3, que serviu como um ponto de encontro para os pilotos dos vários campeonatos nacionais na Fórmula 3. A etapa de Mônaco da Fórmula 3000 internacional ocorreu em 1998. Em 2005, a Fórmula 3 Euroseries sediou sua única edição no principado. O ano também marcou as primeiras provas de Mônaco da GP2 Series, sucessora da Fórmula 3000, e da World Series by Renault. Atualmente, o GP da F1 é acompanhado pelas etapas de Monte Carlo dos campeonatos de Fórmula 2 e de Fórmula 3 organizados pela FIA, além da Porsche Supercup.
Por ser a mais tradicional prova do calendário da Fórmula 1, a Federação Internacional de Automobilismo (FIA) faz algumas concessões para a corrida acontecer. Ele é o único da Fórmula 1 que não excede a distância total de 305 km do Grand Prix, devido a uma cláusula especial que a FIA aprovou para Mônaco. Apenas 78 voltas são disputadas, totalizando uma distância de 260 km. Isto porque, para atingir esta distância de 305 km, a prova teria que ser disputada em 92 voltas. Com uma velocidade média de 155 km/h, as 92 voltas seriam concluídas em tempo superior as 2 horas previstas em regulamento. Outra concessão, que aconteceu até 2016, tem a ver com a tradição dos pódios: o GP de Monaco era a única corrida do ano em que a estrutura levada aos outros 19 GPs não era montada. A premiação, tradicionalmente, sempre aconteceu nos degraus do primeiro andar do camarote da família real - os Grimaldi - do principado. Em 2017, porém, esta tradição mudou, já que o Automóvel Clube de Mônaco (ACM), que organiza a corrida, montou o pódio no segundo andar do camarote, com direito até àquelas bandeiras em LED. Por fim, o GP de Monaco é o único que tem um dia livre voltado exclusivamente para eventos comerciais: a sexta-feira que antecede a prova. Para isso, os primeiros treinos são antecipados para a quinta-feira.
O maior vencedor da história do evento é o brasileiro Ayrton Senna, que venceu seis vezes (1987, 1989, 1990, 1991, 1992 e 1993). Senna também é o piloto com o maior número de poles conquistadas: Cinco (1985, 1988, 1989, 1990 e 1991). Estes feitos lhe renderam o apelido de Rei de Mônaco.

## História

### Origens
Como muitas corridas europeias, o Grande Prêmio de Mônaco é anterior ao atual Campeonato Mundial de Formula 1. O primeiro Grande Prêmio do principado foi organizado por Antony Noghès e aconteceu em 14 de abril de 1929, no reinado do Príncipe Louis II, através do Automóvel Clube de Mônaco (ACM), que organizou o Rali de Monte Carlo e, em 1928, candidatou-se à Association Internationale des Automobiles Clubs Reconnus (AIACR), o órgão regulador internacional do automobilismo, visando elevar-se de um clube regional francês para o status nacional completo. A inscrição foi recusada devido à falta de um grande evento automobilístico realizado dentro dos limites de Mônaco. O rali não pôde ser considerado, pois utilizou principalmente as estradas de outros países europeus.
Para obter o status nacional completo, Noghès propôs a criação de um Grande Prêmio automobilístico nas ruas de Monte Carlo. Após a sanção do príncipe Louis II, o organizador da prova buscou o apoio de seu conterrâneo, o piloto Louis Chiron, para quem a topografia de Mônaco era adequada à construção de uma pista de corrida.
Dezesseis nomes disputaram o primeiro Grande Prêmio de Mônaco e nele a classificação foi definida por sorteio, cabendo a pole position ao francês Philippe Étancelin, piloto da Bugatti. Outro piloto renomado e favorito à vitória era o alemão Rudolf Caracciola, da Mercedes, além de um certo "Georges Philippe", na verdade um pseudônimo utilizado pelo barão Philippe de Rothschild afim de ocultar sua identidade. Para o torcedor monegasco, no entanto, a terça-feira de competição foi prejudicada pela ausência de Louis Chiron, comprometido com os treinos e a disputa das 500 Milhas de Indianápolis de 1929. Sobre a corrida, o vencedor foi o britânico William Grover-Williams (sob o heterônimo de "Williams"), dirigindo um Bugatti Type 35B, modelo de fábrica colorido com o tradicional "verde bretão".
O Mercedes SSK de Caracciola não teve permissão para correr no ano seguinte, quando René Dreyfus e seu Bugatti Type 35B venceram a prova, com Chiron em segundo lugar a bordo de um Bugatti Type 35C. Resiliente, Louis Chiron permaneceu na equipe e venceu a corrida de 1931. Ele continuou sendo o único nativo de Mônaco a vencer um Grande Prêmio em seu país até 2024, quando Charles Leclerc conquistou a sua primeira vitória no principado.

## Vencedores do GP de Mônaco
O fundo rosa indica que a prova não fez parte do Mundial de Fórmula 1.
O fundo creme indica os Grandes Prêmios de Mônaco que fizeram parte do Campeonato Europeu de Automobilismo anterior à 2ª Guerra Mundial.

### Por ano
| Ano         | Piloto | Construtor | Local | Resumo |
| ----------- | --- | --- | --- | --- |
| 1929        | William Grover-Williams | Bugatti | Montecarlo | Detalhes |
| 1930        | René Dreyfus | Bugatti | Montecarlo | Detalhes |
| 1931        | Louis Chiron | Bugatti | Montecarlo | Detalhes |
| 1932        | Tazio Nuvolari | Alfa Romeo | Montecarlo | Detalhes |
| 1933        | Achille Varzi | Bugatti | Montecarlo | Detalhes |
| 1934        | Guy Moll | Alfa Romeo | Montecarlo | Detalhes |
| 1935        | Luigi Fagioli | Mercedes | Montecarlo | Detalhes |
| 1936        | Rudolf Caracciola | Mercedes | Montecarlo | Detalhes |
| 1937        | Manfred von Brauchitsch | Mercedes | Montecarlo | Detalhes |
| 1938 – 1947 | Não realizado por razões financeiras em 1938 Suspenso entre 1939 e 1944 devido a Segunda Guerra Mundial Não realizado por razões financeiras entre 1945 e 1947 | Não realizado por razões financeiras em 1938 Suspenso entre 1939 e 1944 devido a Segunda Guerra Mundial Não realizado por razões financeiras entre 1945 e 1947 | Não realizado por razões financeiras em 1938 Suspenso entre 1939 e 1944 devido a Segunda Guerra Mundial Não realizado por razões financeiras entre 1945 e 1947 | Não realizado por razões financeiras em 1938 Suspenso entre 1939 e 1944 devido a Segunda Guerra Mundial Não realizado por razões financeiras entre 1945 e 1947 |
| 1948        | Giuseppe Farina | Maserati | Montecarlo | Detalhes |
| 1949        | Não realizado devido à morte do Príncipe Louis II | Não realizado devido à morte do Príncipe Louis II | Não realizado devido à morte do Príncipe Louis II | Não realizado devido à morte do Príncipe Louis II |
| 1950        | Juan Manuel Fangio | Alfa Romeo | Montecarlo | Detalhes |
| 1951        | Não realizado por razões orçamentárias e falta de regulamentação na Fórmula 1                                                                                  | Não realizado por razões orçamentárias e falta de regulamentação na Fórmula 1                                                                                  | Não realizado por razões orçamentárias e falta de regulamentação na Fórmula 1                                                                                  | Não realizado por razões orçamentárias e falta de regulamentação na Fórmula 1                                                                                  |
| 1952        | Vittorio Marzotto | Ferrari | Montecarlo | Detalhes |
| 1953 – 1954 | Não realizado devido ao regulamento inacabado dos carros na Fórmula 1                                                                                          | Não realizado devido ao regulamento inacabado dos carros na Fórmula 1                                                                                          | Não realizado devido ao regulamento inacabado dos carros na Fórmula 1                                                                                          | Não realizado devido ao regulamento inacabado dos carros na Fórmula 1                                                                                          |
| 1955        | Maurice Trintignant | Ferrari | Montecarlo | Detalhes |
| 1956        | Stirling Moss | Maserati | Montecarlo | Detalhes |
| 1957        | Juan Manuel Fangio | Maserati | Montecarlo | Detalhes |
| 1958        | Maurice Trintignant | Cooper-Climax | Montecarlo | Detalhes |
| 1959        | Jack Brabham | Cooper-Climax | Montecarlo | Detalhes |
| 1960        | Stirling Moss | Team Lotus-Climax | Montecarlo | Detalhes |
| 1961        | Stirling Moss | Team Lotus-Climax | Montecarlo | Detalhes |
| 1962        | Bruce McLaren | Cooper-Climax | Montecarlo | Detalhes |
| 1963        | Graham Hill | BRM | Montecarlo | Detalhes |
| 1964        | Graham Hill | BRM | Montecarlo | Detalhes |
| 1965        | Graham Hill | BRM | Montecarlo | Detalhes |
| 1966        | Jackie Stewart | BRM | Montecarlo | Detalhes |
| 1967        | Denny Hulme | Brabham-Repco | Montecarlo | Detalhes |
| 1968        | Graham Hill | Team Lotus-Ford | Montecarlo | Detalhes |
| 1969        | Graham Hill | Team Lotus-Ford | Montecarlo | Detalhes |
| 1970        | Jochen Rindt | Team Lotus-Ford | Montecarlo | Detalhes |
| 1971        | Jackie Stewart | Tyrrell-Ford | Montecarlo | Detalhes |
| 1972        | Jean-Pierre Beltoise | BRM | Montecarlo | Detalhes |
| 1973        | Jackie Stewart | Tyrrell-Ford | Montecarlo | Detalhes |
| 1974        | Ronnie Peterson | Team Lotus-Ford | Montecarlo | Detalhes |
| 1975        | Niki Lauda | Ferrari | Montecarlo | Detalhes |
| 1976        | Niki Lauda | Ferrari | Montecarlo | Detalhes |
| 1977        | Jody Scheckter | Wolf-Ford | Montecarlo | Detalhes |
| 1978        | Patrick Depailler | Tyrrell-Ford | Montecarlo | Detalhes |
| 1979        | Jody Scheckter | Ferrari | Montecarlo | Detalhes |
| 1980        | Carlos Reutemann | Williams-Ford | Montecarlo | Detalhes |
| 1981        | Gilles Villeneuve | Ferrari | Montecarlo | Detalhes |
| 1982        | Riccardo Patrese | Brabham-Ford | Montecarlo | Detalhes |
| 1983        | Keke Rosberg | Williams-Ford | Montecarlo | Detalhes |
| 1984        | Alain Prost | McLaren-TAG/Porsche | Montecarlo | Detalhes |
| 1985        | Alain Prost | McLaren-TAG/Porsche | Montecarlo | Detalhes |
| 1986        | Alain Prost | McLaren-TAG/Porsche | Montecarlo | Detalhes |
| 1987        | Ayrton Senna | Team Lotus-Honda | Montecarlo | Detalhes |
| 1988        | Alain Prost | McLaren-Honda | Montecarlo | Detalhes |
| 1989        | Ayrton Senna | McLaren-Honda | Montecarlo | Detalhes |
| 1990        | Ayrton Senna | McLaren-Honda | Montecarlo | Detalhes |
| 1991        | Ayrton Senna | McLaren-Honda | Montecarlo | Detalhes |
| 1992        | Ayrton Senna | McLaren-Honda | Montecarlo | Detalhes |
| 1993        | Ayrton Senna | McLaren-Ford | Montecarlo | Detalhes |
| 1994        | Michael Schumacher | Benetton-Ford | Montecarlo | Detalhes |
| 1995        | Michael Schumacher | Benetton-Renault | Montecarlo | Detalhes |
| 1996        | Olivier Panis | Ligier-Mugen/Honda | Montecarlo | Detalhes |
| 1997        | Michael Schumacher | Ferrari | Montecarlo | Detalhes |
| 1998        | Mika Häkkinen | McLaren-Mercedes | Montecarlo | Detalhes |
| 1999        | Michael Schumacher | Ferrari | Montecarlo | Detalhes |
| 2000        | David Coulthard | McLaren-Mercedes | Montecarlo | Detalhes |
| 2001        | Michael Schumacher | Ferrari | Montecarlo | Detalhes |
| 2002        | David Coulthard | McLaren-Mercedes | Montecarlo | Detalhes |
| 2003        | Juan Pablo Montoya | Williams-BMW | Montecarlo | Detalhes |
| 2004        | Jarno Trulli | Renault | Montecarlo | Detalhes |
| 2005        | Kimi Räikkönen | McLaren-Mercedes | Montecarlo | Detalhes |
| 2006        | Fernando Alonso | Renault | Montecarlo | Detalhes |
| 2007        | Fernando Alonso | McLaren-Mercedes | Montecarlo | Detalhes |
| 2008        | Lewis Hamilton | McLaren-Mercedes | Montecarlo | Detalhes |
| 2009        | Jenson Button | Brawn-Mercedes | Montecarlo | Detalhes |
| 2010        | Mark Webber | Red Bull Racing-Renault | Montecarlo | Detalhes |
| 2011        | Sebastian Vettel | Red Bull Racing-Renault | Montecarlo | Detalhes |
| 2012        | Mark Webber | Red Bull Racing-Renault | Montecarlo | Detalhes |
| 2013        | Nico Rosberg | Mercedes | Montecarlo | Detalhes |
| 2014        | Nico Rosberg | Mercedes | Montecarlo | Detalhes |
| 2015        | Nico Rosberg | Mercedes | Montecarlo | Detalhes |
| 2016        | Lewis Hamilton | Mercedes | Montecarlo | Detalhes |
| 2017        | Sebastian Vettel | Ferrari | Montecarlo | Detalhes |
| 2018        | Daniel Ricciardo | Red Bull Racing-TAG Heuer | Montecarlo | Detalhes |
| 2019        | Lewis Hamilton | Mercedes | Montecarlo | Detalhes |
| 2020        | Cancelado devido à Pandemia de COVID-19 | Cancelado devido à Pandemia de COVID-19 | Cancelado devido à Pandemia de COVID-19 | Cancelado devido à Pandemia de COVID-19 |
| 2021        | Max Verstappen | Red Bull Racing-Honda | Montecarlo | Detalhes |
| 2022        | Sergio Pérez | Red Bull Racing-Powertrains | Montecarlo | Detalhes |
| 2023        | Max Verstappen | Red Bull Racing-Honda RBPT | Montecarlo | Detalhes |
| 2024        | Charles Leclerc | Ferrari | Montecarlo | Detalhes |
| 2025        | Lando Norris | McLaren-Mercedes | Montecarlo | Detalhes |
| Fontes:     | | | | |

### Vitórias por piloto
| Total   | Piloto               | Vitórias                           |
| ------- | -------------------- | ---------------------------------- |
| 6       | Ayrton Senna         | 1987, 1989, 1990, 1991, 1992, 1993 |
| 5       | Graham Hill          | 1963, 1964, 1965, 1968, 1969       |
| 5       | Michael Schumacher   | 1994, 1995, 1997, 1999, 2001       |
| 4       | Alain Prost          | 1984, 1985, 1986, 1988             |
| 3       | Stirling Moss        | 1956, 1960, 1961                   |
| 3       | Jackie Stewart       | 1966, 1971, 1973                   |
| 3       | Nico Rosberg         | 2013, 2014, 2015                   |
| 3       | Lewis Hamilton       | 2008, 2016, 2019                   |
| 2       | Juan Manuel Fangio   | 1950, 1957                         |
| 2       | Maurice Trintignant  | 1955, 1958                         |
| 2       | Niki Lauda           | 1975, 1976                         |
| 2       | Jody Scheckter       | 1977, 1979                         |
| 2       | David Coulthard      | 2000, 2002                         |
| 2       | Fernando Alonso      | 2006, 2007                         |
| 2       | Mark Webber          | 2010, 2012                         |
| 2       | Sebastian Vettel     | 2011, 2017                         |
| 2       | Max Verstappen       | 2021, 2023                         |
| 1       | Jack Brabham         | 1959                               |
| 1       | Bruce McLaren        | 1962                               |
| 1       | Denny Hulme          | 1967                               |
| 1       | Jochen Rindt         | 1970                               |
| 1       | Jean-Pierre Beltoise | 1972                               |
| 1       | Ronnie Peterson      | 1974                               |
| 1       | Patrick Depailler    | 1978                               |
| 1       | Carlos Reutemann     | 1980                               |
| 1       | Gilles Villeneuve    | 1981                               |
| 1       | Riccardo Patrese     | 1982                               |
| 1       | Keke Rosberg         | 1983                               |
| 1       | Olivier Panis        | 1996                               |
| 1       | Mika Häkkinen        | 1998                               |
| 1       | Juan Pablo Montoya   | 2003                               |
| 1       | Jarno Trulli         | 2004                               |
| 1       | Kimi Räikkönen       | 2005                               |
| 1       | Jenson Button        | 2009                               |
| 1       | Daniel Ricciardo     | 2018                               |
| 1       | Sergio Pérez         | 2022                               |
| 1       | Charles Leclerc      | 2024                               |
| 1       | Lando Norris         | 2025                               |
| Fontes: |                      |                                    |

### Vitórias por equipe
| Total   | Equipe          | Vitórias                                                                                       |
| ------- | --------------- | ---------------------------------------------------------------------------------------------- |
| 16      | McLaren         | 1984, 1985, 1986, 1988, 1989, 1990, 1991, 1992, 1993, 1998, 2000, 2002, 2005, 2007, 2008, 2025 |
| 10      | Ferrari         | 1955, 1975, 1976, 1979, 1981, 1997, 1999, 2001, 2017, 2024                                     |
| 7       | Team Lotus      | 1960, 1961, 1968, 1969, 1970, 1974, 1987                                                       |
| 7       | Red Bull Racing | 2010, 2011, 2012, 2018, 2021, 2022, 2023                                                       |
| 5       | BRM             | 1963, 1964, 1965, 1966, 1972                                                                   |
| 5       | Mercedes        | 2013, 2014, 2015, 2016, 2019                                                                   |
| 3       | Cooper          | 1958, 1959, 1962                                                                               |
| 3       | Tyrrell         | 1971, 1973, 1978                                                                               |
| 3       | Williams        | 1980, 1983, 2003                                                                               |
| 2       | Maserati        | 1956, 1957                                                                                     |
| 2       | Brabham         | 1967, 1982                                                                                     |
| 2       | Benetton        | 1994, 1995                                                                                     |
| 2       | Renault         | 2004, 2006                                                                                     |
| 1       | Alfa Romeo      | 1950                                                                                           |
| 1       | Wolf            | 1977                                                                                           |
| 1       | Ligier          | 1996                                                                                           |
| 1       | Brawn           | 2009                                                                                           |
| Fontes: |                 |                                                                                                |

### Vitórias por país
| Total   | País          | Vitórias                                                                                                   |
| ------- | ------------- | --- |
| 18      | Reino Unido   | 1956, 1960, 1961, 1963, 1964, 1965, 1966, 1968, 1969, 1971, 1973, 2000, 2002, 2008, 2009, 2016, 2019, 2025 |
| 10      | Alemanha      | 1994, 1995, 1997, 1999, 2001, 2011, 2013, 2014, 2015, 2017                                                 |
| 9       | França        | 1955, 1958, 1972, 1978, 1984, 1985, 1986, 1988, 1996                                                       |
| 6       | Brasil        | 1987, 1989, 1990, 1991, 1992, 1993                                                                         |
| 4       | Austrália     | 1959, 2010, 2012, 2018                                                                                     |
| 3       | Austria       | 1970, 1975, 1976                                                                                           |
| 3       | Argentina     | 1950, 1957, 1980                                                                                           |
| 3       | Finlândia     | 1983, 1998, 2005                                                                                           |
| 2       | Nova Zelândia | 1962, 1967                                                                                                 |
| 2       | África do Sul | 1977, 1979                                                                                                 |
| 2       | Itália        | 1982, 2004                                                                                                 |
| 2       | Espanha       | 2006, 2007                                                                                                 |
| 2       | Países Baixos | 2021, 2023                                                                                                 |
| 1       | Suécia        | 1974 |
| 1       | Canadá        | 1981 |
| 1       | Colômbia      | 2003 |
| 1       | México        | 2022 |
| 1       | Mónaco        | 2024 |
| Fontes: |               | |

↑1  (Última atualização: GP de Mônaco de 2025)

Contabilizados somente os resultados válidos pelo Mundial de Fórmula 1

## Estatísticas do GP de Mônaco de F1
- Desde 1950, o vencedor do Grande Prêmio de Mônaco largou apenas 10 vezes de uma posição pior que o terceiro lugar do grid;
- Vitória largando da posição mais distante do Grid de Largada do Grande Prêmio de Mônaco - Olivier Panis, em 1996, que largou na 14ª posição.[18]
- Em 2025, na qualificação do GP do Mônaco, Lando Norris completou uma volta em 1:09.954, sendo o primeiro piloto da história da categoria a completar uma volta no principado em menos de 70 segundos.[19]